# Ragnar Kvam Jr.
Ragnar Kvam Jr. (nacido el 23 de septiembre de 1942) es un periodista, trotamundos, y escritor noruego. Nació en Kvinesdal y es hijo de Ragnar Kvam. De 1974 a 1987 fue periodista del periódico Dagbladet. A continuación, inició un período de navegación alrededor del mundo, que finalmente dio lugar a tres libros, Oppbrudd de 1990, Havet har meg nå de 1992, y En sjøreise til Sibir de 1996. Ha escrito biografías de Hjalmar Johansen y otros exploradores polares, y su biografía en tres volúmenes de Thor Heyerdahl le valió el premio literario del Riksmålsforbundet. También ha escrito una biografía sobre el pintor y falsificador Knud Bull, que fue deportado de Gran Bretaña a Australia en 1846.